# Shiraoka
Shiraoka (白岡市 Shiraoka-shi?) es una ciudad en la prefectura de Saitama, Japón, localizada en el centro-este de la isla de Honshū, en la región de Kantō. Tenía una población estimada de 52 103 habitantes el 1 de marzo de 2021 y una densidad de población de 2091 personas por km².

## Geografía
Shiraoka está localizada en las llanuras al este de la prefectura de Saitama, aproximadamente a 40 kilómetros del centro de Tokio. Limita con las ciudades de Kasukabe, Saitama, Kuki, Hasuda, Miyoshi y con el pueblo de Miyoshi.

## Historia
Las villas de Shinozu y Oyama se crearon dentro del distrito de Minamisaitama el 1 de abril de 1889. El 1 de septiembre de 1965, Shinozu y la aldea vecina de Hikachi, junto con una parte de Oyama, se fusionaron para formar el pueblo de Shiraoka que fue elevado al estatus de ciudad el 1 de octubre de 2012.

## Demografía
Según los datos del censo japonés, la población de Shiraoka ha crecido fuertemente en los últimos 60 años.
| Gráfica de evolución demográfica de Shiraoka entre 1950 y 2015 |
|                                                                |
| Oficina de Estadística de Japón                                |